# 활 (영화)
《활》은 2005년에 개봉한 대한민국의 영화이다. 2005년 칸 영화제 주목할만한 시선 부문에서 상영되었다.
영화는 낚싯배에서 살고 있는 60세 할아버지와 16세 소녀를 다루고 있으며, 그들은 소녀가 17세가 되면 서로 결혼하기로 했다. 다른 김기덕 감독의 영화들과 같이 대사 수가 적은 편이다.

## 캐스팅
- 전성환 - 할아버지 역
- 한여름 - 소녀 역
- 서지석 - 대학생 역
- 전국환 - 대학생 아버지 역
- 김익태 - 사내 1 역
- 장대성 - 사내 2 역
- 조석현 - 사내 3 역
- 장은아 - 기생 1 역